# Raúl Iberbia
Raúl Alejandro Iberbia (Carmen de Areco, provincia de Buenos Aires, Argentina; 25 de diciembre de 1989) es un exfutbolista y entrenador argentino, que juega de defensa, campeón de la Copa Libertadores de América con Estudiantes de la Plata. Actualmente se encuentra trabajando en las divisiones inferiores de Estudiantes de La Plata. 

## Trayectoria
Raúl hizo las inferiores en Estudiantes de La Plata. En Estudiantes de La Plata siempre le costó la titularidad; a pesar de esto fue varias veces titular, pero nunca fue indiscutido, podía alternar con otros jugadores. Es un jugador con características similares a la de un carrilero, utiliza su velocidad por las bandas y tiene tendencia a contribuir en el ataque.[cita requerida]

## Clubes

### Como jugador
| Club                           | País          | Año           | PJ  | Goles | Prom. |
| ------------------------------ | ------------- | ------------- | --- | ----- | ----- |
| Estudiantes de La Plata        | Argentina     | 2008-2013     | 97  | 2     | 0,02  |
| Coritiba FC                    | Brasil        | 2013-2014     | 6   | 0     | 0,00  |
| San Martín de San Juan         | Argentina     | 2014-2015     | 37  | 1     | 0,02  |
| Colón                          | Argentina     | 2016-2017     | 18  | 0     | 0,00  |
| Los Andes                      | Argentina     | 2017-2018     | 19  | 0     | 0,00  |
| Olimpo                         | Argentina     | 2018-2019     | 8   | 0     | 0, 00 |
| San Martín de San Juan         | Argentina     | 2019-2020     | 5   | 0     | 0,00  |
| Gimnasia y Esgrima (Mendoza)   | Argentina     | 2020-2021     |     |       |       |
| Club Atlético Villa San Carlos | Argentina     | 2021-2022     |     |       |       |
| Sant Julià                     | Andorra       | 2022          |     |       |       |
| Total carrera                  | Total carrera | Total carrera | 190 | 2     | 0,01  |

### Como formador
| Club                                | País      | Año   |
| ----------------------------------- | --------- | ----- |
| Estudiantes de La Plata (juveniles) | Argentina | 2023- |

## Palmarés

### Títulos nacionales
| Título           | Club                    | País      | Año    |
| ---------------- | ----------------------- | --------- | ------ |
| Primera División | Estudiantes de La Plata | Argentina | 2010-A |

### Títulos internacionales
| Título            | Club                    | País   | Año  |
| ----------------- | ----------------------- | ------ | ---- |
| Copa Libertadores | Estudiantes de La Plata | Brasil | 2009 |

#### Otros logros
- Ascenso a la Primera División de Argentina con San Martín de San Juan en la Primera B Nacional 2014